# Rode Garde (Finland)

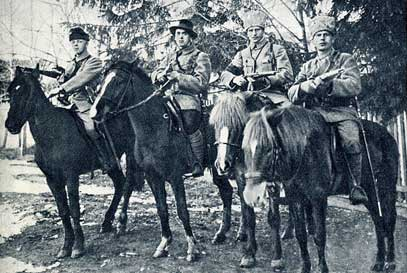
Officieren uit de Rode Garde.

De Rode Garde (Fins: Punakaarti) was het door de Sovjet-Unie gesteunde leger van Rood-Finland tijdens de Finse Burgeroorlog. Het andere leger was het door Duitsland gesteunde Witte Garde.
De Roden waren aan de macht in Zuid-Finland tussen 28 januari tot eind april 1918. De belangrijkste steden die ze toentertijd in bezit hadden waren: Tampere, Helsinki, Pori, en Viipuri. De Roden hadden Tampere verloren op 6 april na een van de bloedigste slagen ooit in Finland.
Nadat de Roden hadden verloren, werden er duizenden geëxecuteerd en de rest werd krijgsgevangen gemaakt.